# Aduct
Un aduct (din latinescul adductus, „atras de”; în mod alternativ se poate considera o prescurtare de la „produs de aducție”) este un produs al reacției de adiție directă a două sau mai multe molecule diferite, care conține toți atomii reactanților. În acest caz, se consideră că produsul de reacție este o specie moleculară distinctă. De asemenea, aducți pot fi și produși de asociere cristalizați, în care un component este înglobat în rețeaua cristalină a unui alt component.

## Aducți Lewis
De obicei, aducții se formează în reacția dintre acizi și baze Lewis, când se numesc aducți Lewis. Un bun exemplu este formarea aducților dintre acidul Lewis boran și un atom de oxigen din bazele Lewis, precum din tetrahidrofuran (THF): BH3•O(CH2)4 sau dietileter: BH3•O(CH3CH2)2.
Există diverse exemple de astfel de reacții de formare de aducți Lewis. De exemplu, în mod analog se poate forma un aduct al amoniacului cu trifluorura de bor, ceea ce presupune formarea unei legături covalente coordinative.